# Кулик Юрій Миколайович
Ю́рій Микола́йович Кули́к (нар. 13 квітня 1949, Запоріжжя) — голова Федерації профспілок України.

## Життєпис
Закінчив Запорізький державний педагогічний інститут за спеціальністю «вчитель української мови та літератури».
Працював завідувачем відділу, заступником редактора районної газети «Сільське життя» Софіївського району Дніпропетровської області.
З 1972 року — на комсомольській роботі: перший секретар Софіївського райкому комсомолу, керівник лекторської групи Дніпропетровського обкому комсомолу, відповідальний організатор ЦК ЛКСМУ.
В період 1980–1993 оків;— інструктор секретаріату, помічник голови Укрпрофради, керівник прес-центру Федерації незалежних профспілок України.
В подальшому — обіймав посади ззаступника керівника управління Податкової адміністрації України, головного редактора журналу «Вісник податкової служби України», заступника керівника Головного управління організаційно-кадрової роботи та взаємодії з регіонами — керівника Управління взаємодії з центральними та місцевими органами державної влади Адміністрації Президента України, заступника керівника групи радників Прем'єр-міністра України.
З 2005 року знову на профспілковій роботі: керівник управління організаційної роботи апарату Федерації профспілок України, секретар ФПУ, радник Голови ФПУ.
У березні 2009 року був обраний заступником Голови ФПУ. У березні 2011 р. — першим заступником Голови ФПУ.
11 листопада 2011 р., на IV засіданні Ради ФПУ, більшістю голосів був обраний на посаду Голови ФПУ.
З 18 травня 2013 року — очолював Національну тристоронню соціально-економічну раду.
26 лютого 2014 року подав заяву про відставку за власним бажанням, рішенням Ради ФПУ був звільнений з посади 27 лютого 2014 року.

## Нагороди
- Заслужений журналіст України
- Заслужений працівник профспілок України
- Почесні грамоти Кабінету Міністрів України та Головдержслужби.